# Having a Good Time
Having a Good Time è un cortometraggio muto del 1913. Il nome del regista non viene riportato nei credit.

## Produzione
Il film fu prodotto dalla Essanay Film Manufacturing Company.

## Distribuzione
Il film - un cortometraggio di una bobina - uscì nelle sale cinematografiche USA nel dicembre 1913.